# Hervé Nzelo-Lembi
Hervé Nzelo-Lembi   (Kinshasa, 25 d'agost de 1975) és un exfutbolista de la República Democràtica del Congo de la dècada de 1990.
Fou internacional amb la selecció de futbol de la República Democràtica del Congo. Pel que fa a clubs, destacà a Club Brugge i 1. FC Kaiserslautern.